# Valeria Puglisi
Valeria Maria Rosaria Puglisi (Acireale, 9 giugno 1978) è un'ex cestista e allenatrice di pallacanestro italiana.
Centro di 182 cm, ha giocato in Serie A1 a Priolo.

## Carriera
Cresciuta nelle giovanili dell'istituto San Luigi di Acireale, esordisce a 14 anni in Serie B ed entra nell'orbita di Priolo, che la gira in prestito all'Aprile Augusta. Gioca anche qualche partita nella massima serie e due in Coppa Ronchetti, poi si ferma due anni e riparte dalla Rainbow Catania, in Serie B, che guida da capitano per quattro stagioni in Serie B d'Eccellenza.
Dopo un'esperienza nelle giovanili della Rainbow (con cui ha vinto i campionati provinciali Under-14 e Under-15), è allenatrice della formazione di Serie B2 della Lazùr Catania nel 2009-2010, ma lascia dopo undici partite. Contemporaneamente, si dedica anche all'Under-17 d'Eccellenza del Cus Catania maschile.
Docente nazionale formatore minibasket, è responsabile del settore regionale minibasket scuola per la FIP siciliana dal 2010. È anche coordinatrice del progetto minibasket per il Basket Acireale e istruttrice minibasket ancora per il CUS Catania.

## Statistiche

### Presenze e punti nei club
Dati aggiornati al 23 aprile 2012
| Stagione        | Squadra              | Competizione | Partite | Partite | Partite | Statistiche tiro | Statistiche tiro | Statistiche tiro | Altre statistiche | Altre statistiche | Altre statistiche | Altre statistiche | Altre statistiche |
| Stagione        | Squadra              | Competizione | Pres.   | Titol.  | Minuti  | Tiri da 2        | Tiri da 3        | Liberi           | Rimb.             | Assist            | Rubate            | Stopp.            | Punti             |
| --------------- | -------------------- | ------------ | ------- | ------- | ------- | ---------------- | ---------------- | ---------------- | ----------------- | ----------------- | ----------------- | ----------------- | ----------------- |
| 2001-2002       | Trogylos Priolo      | Serie A1     | 8       |         | 101     | 8/26             | 0/4              | 5/8              | 19                | 2                 | 8                 |                   | 21                |
| 2006-2007       | Esso eDiesel Catania | Serie B1     | 3       |         |         |                  |                  |                  |                   |                   |                   |                   | 16                |
| 2007-2008       | Rainbow Catania      | Serie B1     | 28      |         |         |                  |                  |                  |                   |                   |                   |                   | 452               |
| 2008-2009       | Rainbow Catania      | Serie B1     | 26      |         |         |                  |                  |                  |                   |                   |                   |                   | 231               |
| Totale carriera |                      |              |         |         |         |                  |                  |                  |                   |                   |                   |                   |                   |

## Palmarès
- Promozione dalla Serie B2 alla Serie B1: 1
Rainbow Catania: 2004-2005